# Ducado de Bucovina
O Ducado de Bucovina foi uma território que pertenceu ao Império Austríaco entre 1849 e 1867 e a partir de 1867 tornou-se uma terra da coroa da Cisleitânia do império Áustro–Húngaro até o final de 1918.

## Nome
O nome Bukovina entrou em uso oficial em 1775, com a anexação da região do Principado da Moldávia às posses da Monarquia dos Habsburgos (que em 1804, se tornou o Império Austríaco e em 1867 Império Áustria-Hungria).
O nome oficial alemão, die Bukowina, da província sob o domínio austríaco (1775-1918), foi derivado da forma polonesa Bukowina, que por sua vez foi derivada da palavra ucraniana Буковина (Bukovyna) e da forma eslava comum de buk, significando faia ( бук [buk] como, por exemplo, em ucraniano ou, até, Buche, em alemão). Outro nome alemão para a região, das Buchenland, é usado principalmente em poesia e significa "terra de faia", ou "a terra das árvores de faia" . Em romeno, em contextos literários ou poéticos, às vezes é usado o nome Țara Fagilor ("a terra das faias").
Em inglês, uma forma alternativa é The Bukovina, cada vez mais um arcaísmo, que, no entanto, é encontrado na literatura mais antiga.

## História
Após a invasão mongol da Europa, as terras de Bucovina desde o século XIV faziam parte do Principado da Moldávia, com Suceava sendo a capital principesca de 1388 a 1565. No século XVI, a Moldávia ficou sob influência otomana, mas ainda mantendo sua autonomia. Durante o início do século XVIII, a Moldávia se tornou o alvo da expansão para o sul do Império Russo, inaugurada pelo czar Pedro, o Grande, durante a campanha do rio Pruth de 1710-1711. Em 1769, durante a Guerra Russo-Turca de 1768-1774, a Moldávia foi ocupada por tropas russas.

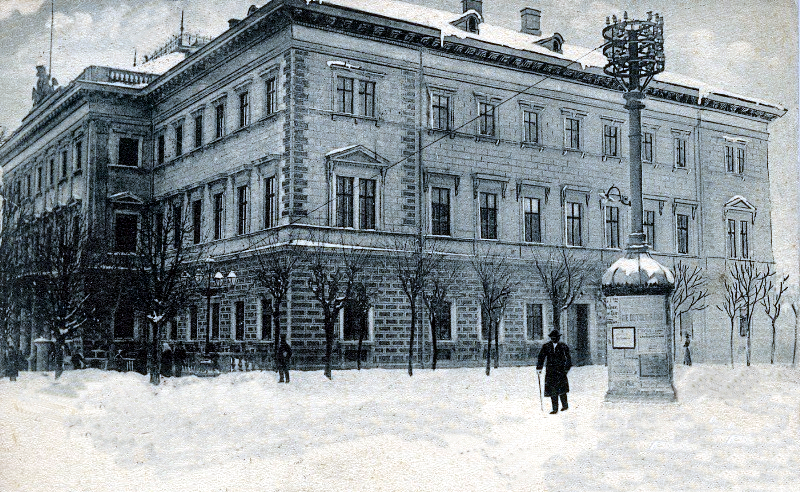
Czernovitz: Sede do governo do Ducado de Bucovina, por volta de 1900

### Domínio Austríaco
Após a Primeira Partição da Polônia, em 1772, a Monarquia dos Habsburgo visava uma conexão terrestre do Principado da Transilvânia ao recém-adquirido Reino da Galiza e Lodomeria . Depois que o Tratado Russo-Turco de Küçük Kaynarca foi concluído em julho de 1774, os austríacos entraram em negociações com o Sublime Porte a partir de outubro e finalmente puderam obter um território da Moldávia com uma área de cerca de 10.000 quilômetros quadrados chamado Bukowina, que eles formalmente anexaram em janeiro de 1775. Em 2 de julho de 1776, em Palamutka, os austríacos e os otomanos assinaram uma convenção de fronteira, a Monarquia dos Habsburgos devolvendo 59 das aldeias anteriormente ocupadas e permanecendo com 278 aldeias. Por se opor e protestar contra a anexação da parte noroeste da Moldávia, o governante da Moldávia, príncipe Grigore III Ghica, foi assassinado pelos otomanos.
Bucovina foi inicialmente um distrito militar fechado de 1775 a 1786, e depois foi incorporado como o maior distrito, Kreis Czernowitz (mais tarde também Kreis Bukowina ) do constituinte austríaco Reino da Galícia e Lodomeria . Até agora, a nobreza moldava tradicionalmente formava a classe dominante naquele território. O imperador Habsburgo José II desejou associar a região às províncias da monarquia austríaca (embora não tenha sido pertencente previamente ao Sacro Império Romano ); os suábios do Danúbio colonizaram as terras que haviam sido devastadas, que mais tarde ficaram conhecidos como alemães de Bucovina . Em meados do século XIX, a cidade de Sadhora tornou-se o centro da dinastia hassídica Sadigura. O processo de imigração promoveu o desenvolvimento econômico adicional do país multiétnico, embora permanecesse um posto avançado remoto da Monarquia do Danúbio.

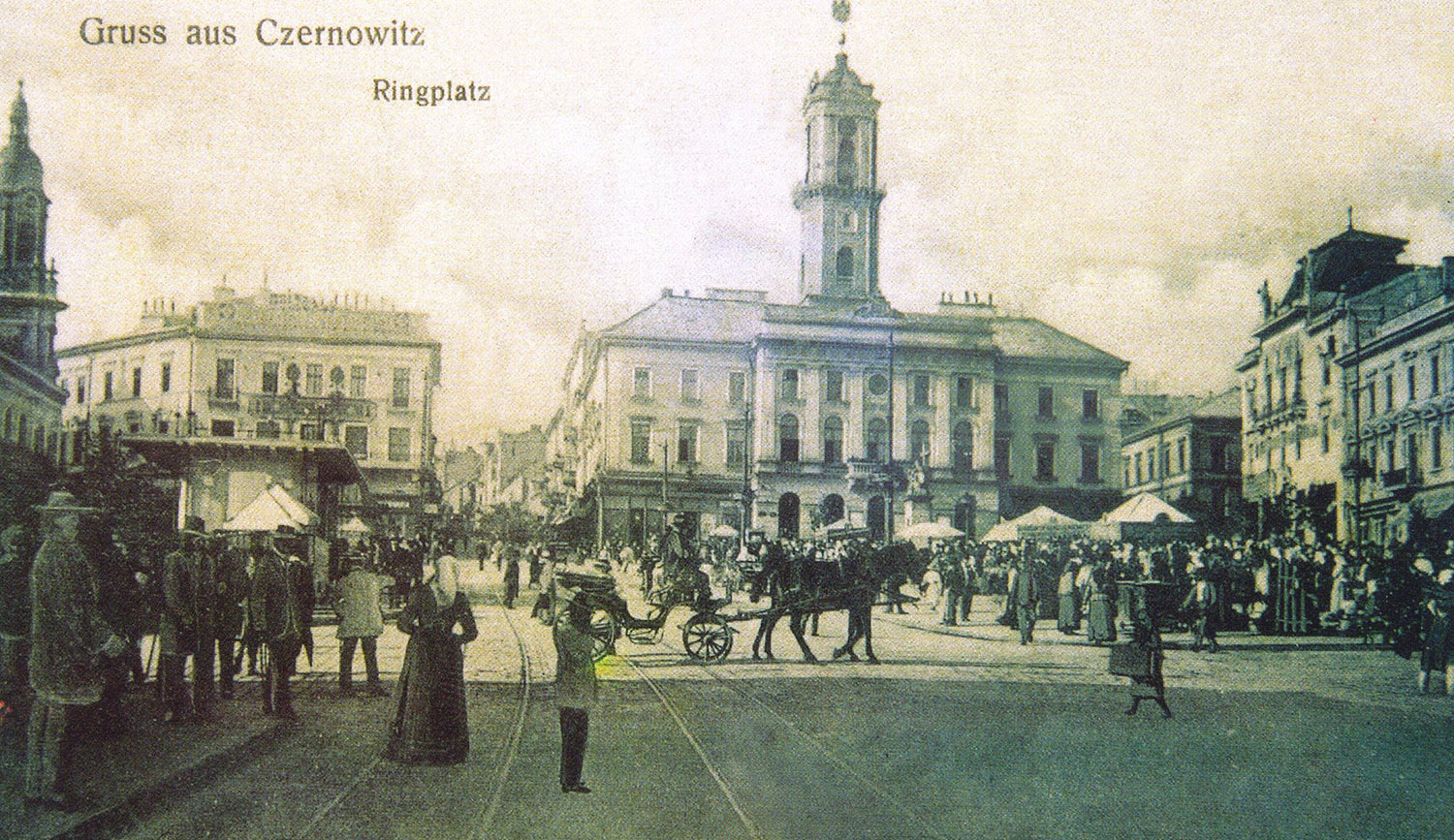
Czernowitz: foto da praça principal e da prefeitura

Em 1804, a região tornou-se parte do recém-estabelecido Império Austríaco . Após a turbulência política das revoluções de 1848, o governo de Viena elevou a Bucovina a um território austríaco Kronland ( Terra da coroa ). Com efeito em 4 de março de 1849, o antigo Kreis foi declarado Herzogtum Bukowina, um ducado nominal como parte do estilo oficial completo do imperador austríaco . Foi governado por um kk Statthalter ( stadtholder ) nomeado pelo imperador, com sua residência oficial em Czernowitz desde 1850.
Em 1860, a Bucovina foi novamente amalgamada com a Galiza, mas foi restabelecida como província separada mais uma vez, de acordo com a patente de fevereiro de 1861, emitida pelo imperador Franz Joseph I. A terra restaurada da coroa recebeu sua própria dieta Landtag, incluindo uma autoridade executiva da Landesausschuss, um status que duraria até 1918. Em 1867, com a reorganização do Império Austríaco como Império Austro-Húngaro, tornou-se parte dos territórios da Cisleitânia ("Austríaca"). Com a promulgação da Constituição de dezembro, o Conselho Imperial, por iniciativa do Ministério da Cidadania da Cisleitânia, liderado por Karl von Auersperg, decidiu atribuir o título de Landespräsident ao ex-stadtholder, liderando um Landesregierung (governo do estado). Nove delegados (das eleições de 1907) representaram a Bucovina na Câmara dos Deputados da Áustria.

### Primeira Guerra Mundial
A principal força militar na região em tempos de paz foi o 22º Regimento de Infantaria em Czernowitz, naquele tempo o único kk Regimento Landwehr com maioria romena (54%). Assim que as hostilidades começaram, no entanto, novas unidades foram formadas a partir da população recrutada localmente. Os 22º, 23º e 41º Regimentos de Landwehr, juntamente com o 4º Regimento de Dragões, possuíam maioria romena. Para incentivar o recrutamento, os romenos foram autorizados a usar suas cores nacionais, além de receber orientação espiritual de padres militares étnico-romenos.
Em 1914–1915, grande parte da Bucovina foi ocupada pelo 8º Exército russo sob o general Aleksei Brusilov após a derrota austro-húngara na Batalha da Galiza e só pôde ser recuperada pelas forças unidas das potências centrais após a liderança Alema na  ofensiva Gorlice–Tarnów e a grande retirada russa. As tropas romenas lutaram bravamente, recebendo 62 medalhas pela bravura. Como exemplo, o 41º Regimento lutou por 54 horas continuamente. Em 4 de junho de 1916, as vítimas romenas bucovinianas foram 184 mortos, 1.175 feridos e 82 capturados.
No outono de 1918, o estado multiétnico da Áustria-Hungria entrou em colapso e o Ministério da Guerra ordenou oficialmente a desmobilização, embora nenhuma autoridade central tenha sido capaz de garantir o desmantelamento das armas. Em 18 de outubro de 1918, o Conselho Nacional Ucraniano estabelecido em Lemberg, Galiza, planejava declarar uma República Ucraniana que também incorporaria a Bucovina e a Rutênia dos Cárpatos . Em 25 de outubro de 1918, um comitê regional ucraniano, liderado por Emilian Popowicz, foi estabelecido em Czernowitz para representar o Conselho Nacional Ucraniano em Bucovina. Em 14 e 27 de outubro de 1918, por iniciativa de Sextil Pușcariu, Iancu Flondor e Isidor Bodea, a Assembléia Constituinte de Bucovina estabeleceu, em Czernowitz, o Conselho Nacional da Romênia (composto por representantes do parlamento austríaco, da dieta de Bucovina e ativistas políticos locais), que adotou uma declaração para apoiar a união de Bucovina com a Romênia e exigiu que o último governador austríaco do Landespräsident, Josef Graf Etzdorf, cedesse seu poder.
Enquanto isso, as forças paramilitares locais do Conselho Nacional Ucraniano assumiram o controle sobre Czernowitz e outras partes de Bucovina, substituindo efetivamente o controle austríaco em 6 de novembro. Embora os ucranianos locais tenham tentado incorporar Bucovina na chamada República Popular da Ucrânia Ocidental, eles não conseguiram estabelecer uma administração. À luz das ações dos ucranianos, o líder do Conselho Nacional da Romênia, Iancu Flondor, solicitou que o governo romeno intervevisse na Bucovina. Cinco dias depois, a 8ª Divisão romena, liderada pelo general Iacob Zadik, entrou em Czernowitz, contra protestos ucranianos, enquanto as forças paramilitares ucranianas se retiravam sem resistência para a Galícia. Outras tentativas dos ucranianos locais de incorporar partes do norte de Bucovina na República Popular da Ucrânia foram rapidamente reprimidas pelas tropas, com a liderança do Conselho Nacional da Ucrânia fugindo pelo rio Dniester, para a Galícia, que estava parcialmente sob controle militar ucraniano.
Depois que as tropas romenas garantiram a região, um Congresso Geral de Bucovina foi estabelecido entre 15 e 28 de novembro de 1918, que elegeu seus membros: 74 romenos, 13 rutenos, 7 alemães e 6 poloneses (esta era a composição lingüística apesar dos judeus não terem sido registrados como um grupo separado). Um entusiasmo popular surgiu em toda a região e um grande número de pessoas se reuniu na cidade para aguardar a resolução do Congresso. O Congresso elegeu o político bucovino romeno Iancu Flondor como presidente e votou pela união com o Reino da Romênia, com o apoio dos representantes romenos, alemães, judeus e poloneses, e na ausência dos ucranianos . As razões declaradas foram que, até sua aquisição pelo Habsburgo em 1775, a Bucovina era o coração do Principado da Moldávia (onde estão os locais de sepultamento dos voivods) e o direito à autodeterminação.
O controle romeno da província foi reconhecido internacionalmente no Tratado de St. Germain, em 1919, e no Tratado de Trianon, em 1920, quando tanto as República da Áustria quanto o Reino da Hungria renunciaram a todas as reivindicações à Bucovina.

## Adminstração

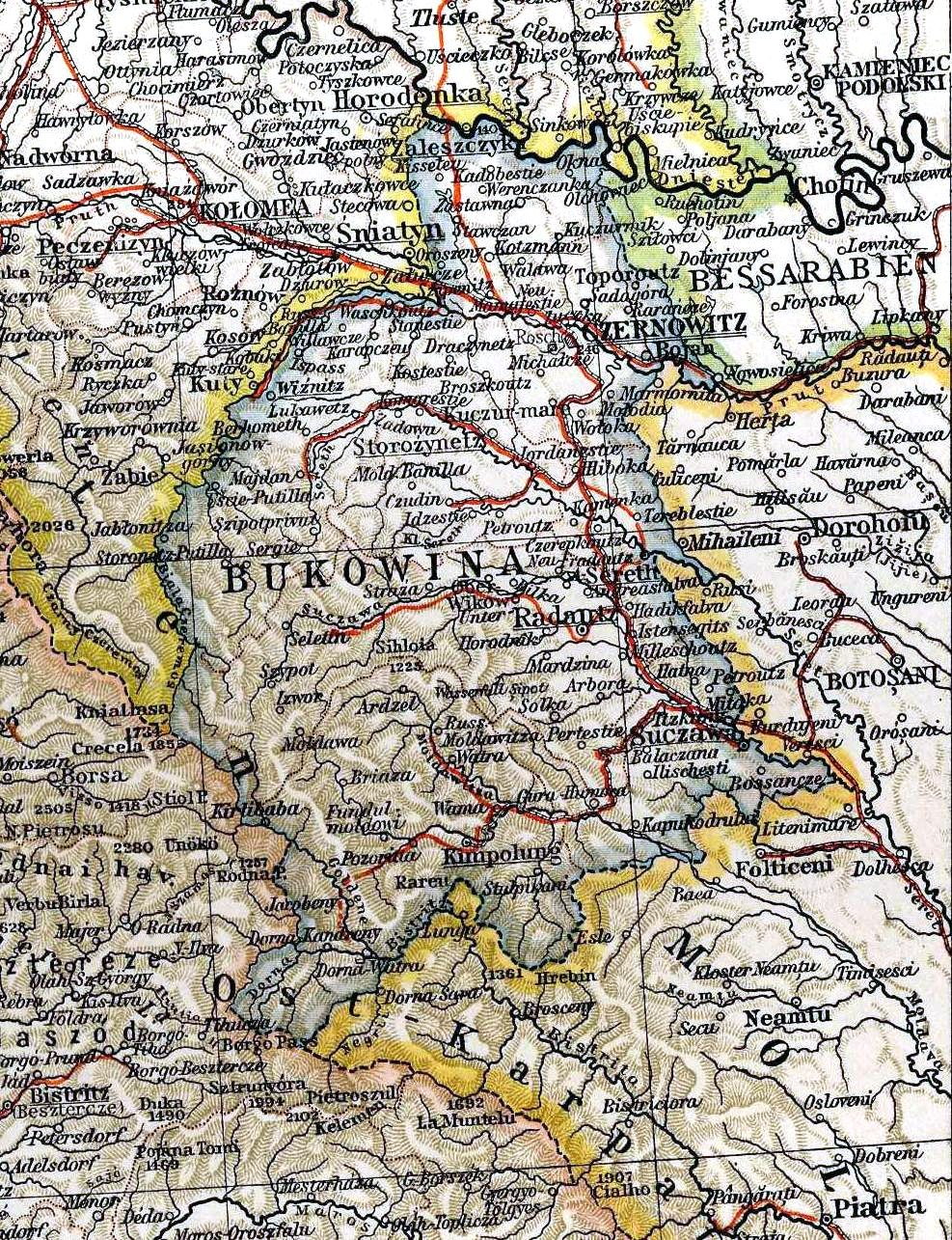
mapa de Bucovina em 1901

Em 1849, quando Kreis Bucovina foi elevado à ducado de Bucovina, a capital administrativa ainda era a capital galega e Lemberg. Por ordem do Ministério do Interior da Áustria, Czernowitz tornou-se sede do Ducado em 1850. Na patente de fevereiro de 1861 , o Ducado de Bucovina conseguiu uma representação na assembléia, a dieta Landtag com um ramo executivo da Landesausschuss liderado por um Landeshauptmann . Após a eleição legislativa da Cisleitânia de 1907, o ducado foi representado por 14 delegados na legislatura do Conselho Imperial da Áustria.
A subdivisão da terra da coroa foi alterada em 1868; em 1914, o ducado de Bucovina consistia em onze distritos políticos (Bezirke):

## População Histórica
Segundo o censo austríaco de 1775, a província tinha uma população total de 86.000 habitantes (incluindo 56 aldeias que mais tarde foram devolvidas à Moldávia). O censo registrou apenas status social e alguns grupos etno-religiosos. Em 1919, o historiador Ion Nistor afirmou que os romenos constituíam uma maioria esmagadora em 1774, aproximadamente 64.000 (85%) da 75.000 da população total. Enquanto isso, cerca de 8.000 (10%) eram rutenos e 3.000 (4%) outros grupos étnicos. Por outro lado, apenas quatro anos antes do mesmo Nistor anunciou que a população de 1774 consistia em 52.750 romenos (73%), 15.000 rutenos (21%) e 4.000 outros "que usavam língua romena" (6%). Em 2011, uma análise anthroponimical do censo russo da população da Moldávia em 1774 afirmou uma população de 68,700 pessoas em 1774, dos quais 40.920 (59,6%) romenos, 22,810 Ruthenians e Hutsuls (33,2%), e 7,2% judeus, Ciganos e armênios . Os rutenos viviam mais densamente no noroeste de Bukovina, especialmente na zona entre Prut e Dniester e os Hutsuls estavam concentrados na zona montanhosa no oeste da província, especialmente na zona dos rios Ceremuș e Putyla . Em 1787, as autoridades imperiais documentaram em Czernowitz 414 casas, das quais 153 moldavas (romenas), 84 alemãs e 76 judias, sendo o restante armênio, arnaut (albanês), tcheco, grego, húngaro, polonês e ruteno (ucraniano).
Durante o século XIX as políticas do Império Austríaco incentivaram o afluxo de muitos imigrantes (as autoridades austríacas incentivaram a imigração a fim de desenvolver a economia ), principalmente ucranianos (na época referidos como rutenos da Galícia ) e romenos da Transilvânia e Hungria, bem como um número menor de alemães, poloneses, judeus e húngaros. Os censos oficiais no Império Austríaco (mais tarde Áustria-Hungria) não registraram dados etno-linguísticos até 1850-1851. HF Müller fornece à população de 1840 usada para fins de recrutamento militar como 339.669. Segundo Alecu Hurmuzaki, em 1848, 55% da população era romena. O censo austríaco de 1850 a 1851, que pela primeira vez registrou dados sobre idiomas falados, mostra 48,50% de romenos e 38,07% de rutenos
Em 1843, a língua rutena foi reconhecida, juntamente com a língua romena, como "a língua do povo e da Igreja em Bucovina".
Segundo as estimativas e os dados do censo da Áustria-Hungria, a população de Bucovina era:
| Ano   | Romenos         | Romenos        | Rutenos (ucranianos) | Rutenos (ucranianos) | outros        | outros      |
| ----- | --------------- | -------------- | -------------------- | -------------------- | ------------- | ----------- |
| 1774. | 40.920 - 64.000 | 59,6% - 85,33% | 8.000 - 22.810       | 10,6% - 33,2%        | 3.000 - 4.970 | 4,0% - 7,2% |
| 1848  | 209.293         | 55,4%          | 108.907              | 28,8%                | 59.381        | 15,8%       |
| 1851  | 184.718         | 48,5%          | 144.982              | 38,1%                | 51.126        | 13,4%       |
| 1880  | 190.005         | 33,4%          | 239.960              | 42,2%                | 138.758       | 24,4%       |
| 1890  | 208.301         | 32,4%          | 268.367              | 41,8%                | 165.827       | 25,8%       |
| 1900  | 229.018         | 31,4%          | 297.798              | 40,8%                | 203.379       | 27,8%       |
| 1910  | 273.254         | 34,1%          | 305.101              | 38,4%                | 216.574       | 27,2%       |